# 2012 w lekkoatletyce
2012 w lekkoatletyce – prezentacja sezonu 2012 w lekkoatletyce
Najważniejszą imprezą sezonu były rozegrane na początku sierpnia zawody lekkoatletyczne podczas igrzysk olimpijskich w Londynie. Nowością były mistrzostwa Europy, które pierwszy raz w swojej ponad 70-letniej historii odbywały się w roku olimpijskim.

## Zawody międzynarodowe

### Światowe
| Zawody                                                | Miejsce               | Data           | Źródło      |
| ----------------------------------------------------- | --------------------- | -------------- | ----------- |
| Igrzyska olimpijskie                                  | Londyn                | 3–12 sierpnia  | [ 1 ]       |
| Halowe mistrzostwa świata                             | Stambuł               | 9–11 marca     | [ 2 ] [ 3 ] |
| Mistrzostwa świata juniorów                           | Barcelona             | 10–15 lipca    | [ 4 ]       |
| Mistrzostwa świata w półmaratonie                     | Kawarna               | 6 października | [ 5 ]       |
| Puchar świata w chodzie sportowym                     | Sarańsk               | 12–13 maja     | [ 6 ]       |
| Mistrzostwa świata w biegach górskich                 | Temù i Ponte di Legno | 2 września     | [ 7 ]       |
| Mistrzostwa świata w biegu na 100 kilometrów          | Seregno               | 22 kwietnia    | [ 8 ]       |
| Mistrzostwa świata w biegu 24-godzinnym               | Katowice              | 8–9 września   | [ 9 ]       |
| Akademickie mistrzostwa świata w biegach przełajowych | Łódź                  | 14 kwietnia    | [ 10 ]      |

### Międzykontynentalne
| Zawody                         | Miejsce      | Data         | Źródło |
| ------------------------------ | ------------ | ------------ | ------ |
| Mistrzostwa ibero-amerykańskie | Barquisimeto | 8–10 czerwca | [ 11 ] |

### Kontynentalne

#### Afryka
| Zawody                                    | Miejsce    | Data                 | Źródło        |
| ----------------------------------------- | ---------- | -------------------- | ------------- |
| Mistrzostwa Afryki                        | Porto-Novo | 27 czerwca – 1 lipca | [ 12 ]        |
| Mistrzostwa Afryki w biegach przełajowych | Kapsztad   | 18 marca             | [ 13 ] [ 14 ] |
| Mistrzostwa Afryki w wielobojach          | Réduit     | 14–15 kwietnia       | [ 15 ] [ 16 ] |

#### Ameryka Północna, Południowa i Karaiby
| Zawody                                            | Miejsce       | Data               | Źródło        |
| ------------------------------------------------- | ------------- | ------------------ | ------------- |
| Mistrzostwa Ameryki Płd. w biegach przełajowych   | Lima          | 4 marca            | [ 17 ]        |
| Mistrzostwa Ameryki Płd. w chodzie sportowym      | Salinas       | 17–18 marca        | [ 18 ]        |
| Mistrzostwa NACAC w biegach przełajowych          | Port-of-Spain | 17 marca           | [ 19 ] [ 20 ] |
| Mistrzostwa NACAC w wielobojach                   | Ottawa        | 26–27 maja         | [ 21 ]        |
| CARIFTA Games                                     | Hamilton      | 7–9 kwietnia       | [ 22 ] [ 23 ] |
| Mistrzostwa Ameryki Środkowej i Karaibów juniorów | San Salvador  | 29 czerwca–1 lipca | [ 24 ]        |
| Młodzieżowe mistrzostwa NACAC                     | Irapuato      | 6–8 lipca          | [ 25 ]        |
| Młodzieżowe mistrzostwa Ameryki Południowej       | São Paulo     | 22–23 września     | [ 26 ]        |

#### Azja
| Zawody                                  | Miejsce  | Data          | Źródło        |
| --------------------------------------- | -------- | ------------- | ------------- |
| Halowe mistrzostwa Azji                 | Hangzhou | 18–19 lutego  | [ 27 ]        |
| Mistrzostwa Azji w chodzie sportowym    | Nomi     | 11 marca      | [ 28 ]        |
| Mistrzostwa Azji w biegach przełajowych | Qingzhen | 24 marca      | [ 29 ] [ 30 ] |
| Mistrzostwa Azji juniorów               | Kolombo  | 9–12 czerwca  | [ 31 ]        |
| Mistrzostwa Azji Zachodniej             | Dubaj    | 12–15 grudnia | [ 32 ]        |

#### Europa
| Zawody                                                | Miejsce             | Data               | Źródło        |
| ----------------------------------------------------- | ------------------- | ------------------ | ------------- |
| Mistrzostwa Europy                                    | Helsinki            | 27 czerwca–1 lipca | [ 33 ]        |
| Mistrzostwa Europy w biegach przełajowych             | Budapeszt           | 9 grudnia          | [ 34 ] [ 35 ] |
| Mistrzostwa Europy w biegach górskich                 | Denizli i Pamukkale | 7 lipca            | [ 36 ]        |
| Mistrzostwa Europy w biegu na 100 kilometrów          | Seregno             | 22 kwietnia        | [ 8 ]         |
| Zimowy puchar Europy w rzutach lekkoatletycznych      | Bar                 | 17–18 marca        | [ 37 ]        |
| Puchar Europy w biegu na 10 000 m                     | Bilbao              | 3 czerwca          | [ 38 ]        |
| Halowe mistrzostwa krajów bałkańskich                 | Stambuł             | 18 lutego          | [ 39 ]        |
| Mistrzostwa krajów bałkańskich w biegach przełajowych | Darıca              | 31 marca           | [ 40 ]        |
| Mistrzostwa krajów bałkańskich w chodzie sportowym    | Bukareszt           | 7 kwietnia         | [ 41 ] [ 42 ] |
| Mistrzostwa krajów bałkańskich w maratonie            | Belgrad             | 22 kwietnia        | [ 43 ] [ 44 ] |
| Mistrzostwa krajów bałkańskich                        | Eskişehir           | 21–22 lipca        | [ 45 ]        |
| Mistrzostwa krajów bałkańskich w półmaratonie         | Kawarna             | 1 września         | [ 46 ]        |

## Mistrzostwa krajowe
| Kraj                 | Zawody                                            | Miejsce       | Data               | Źródło               |
| -------------------- | ------------------------------------------------- | ------------- | ------------------ | -------------------- |
| Bośnia i Hercegowina | Mistrzostwa Bośni i Hercegowiny                   | Banja Luka    | 7–8 lipca          | [ 47 ]               |
| Czechy               | Mistrzostwa Czech                                 | Vyškov        | 16–17 czerwca      | [ 48 ]               |
| Dania                | Halowe mistrzostwa Danii                          | Skive         | 25–26 lutego       | [ 49 ]               |
| Estonia              | Halowe mistrzostwa Estonii                        | Tartu         | 18–19 lutego       | [ 50 ]               |
| Finlandia            | Halowe mistrzostwa Finlandii                      | Tampere       | 19–20 lutego       | [ 51 ]               |
| Finlandia            | Mistrzostwa Finlandii                             | Lahti         | 23–26 sierpnia     | [ 52 ]               |
| Francja              | Halowe mistrzostwa Francji                        | Aubière       | 25–26 lutego       | [ 53 ] [ 54 ]        |
| Kazachstan           | Halowe mistrzostwa Kazachstanu                    | Karaganda     | 27–29 stycznia     | [ 55 ]               |
| Korea Północna       | Mistrzostwa Korei Północnej                       | Pjongjang     | 4 października     | [ 56 ]               |
| Kuba                 | Mistrzostwa Kuby                                  | Hawana        | 22–24 marca        | [ 57 ] [ 58 ]        |
| Meksyk               | Mistrzostwa Meksyku                               | Meksyk        | 11–13 maja         | [ 59 ]               |
| Polska               | Halowe mistrzostwa Polski seniorów                | Spała         | 25–26 lutego       | [ 60 ]               |
| Polska               | Mistrzostwa Polski w biegach przełajowych         | Bydgoszcz     | 10 marca           | [ 61 ]               |
| Polska               | Mistrzostwa Polski seniorów                       | Bielsko-Biała | 15–17 czerwca      | [ 62 ]               |
| Portugalia           | Halowe mistrzostwa Portugalii                     | Espinho       | 18–19 lutego       | [ 63 ] [ 64 ]        |
| Rosja                | Zimowe mistrzostwa Rosji w chodzie sportowym      | Soczi         | 18–19 lutego       | [ 65 ] [ 66 ]        |
| Rosja                | Zimowe mistrzostwa Rosji w rzutach                | Soczi         | 27–29 lutego       | [ 67 ]               |
| Sri Lanka            | Mistrzostwa Sri Lanki                             | Kolombo       | 9–11 listopada     | [ 68 ]               |
| Stany Zjednoczone    | Halowe mistrzostwa USA w chodzie na 1 milę kobiet | Nowy Jork     | 11 lutego          | [ 69 ]               |
| Stany Zjednoczone    | Mistrzostwa Stanów Zjednoczonych                  | Eugene        | 26 czerwca–1 lipca | [ 21 ] [ 70 ] [ 71 ] |
| Szwecja              | Halowe mistrzostwa Szwecji                        | Örebro        | 18–19 lutego       | [ 72 ]               |
| Trynidad i Tobago    | Mistrzostwa Trynidadu i Tobago                    | Port-of-Spain | 23–24 czerwca      | [ 73 ]               |
| Turcja               | Halowe mistrzostwa Turcji                         | Stambuł       | 26–28 stycznia     | [ 74 ]               |
| Włochy               | Halowe mistrzostwa Włoch                          | Ankona        | 25–26 lutego       | [ 75 ] [ 76 ]        |

## Rekordy

### Rekordy świata

#### Hala

##### Mężczyźni
| Konkurencja                | Zawodnik      | Reprezentacja     | Rezultat  | Miejsce      | Data      |
| -------------------------- | ------------- | ----------------- | --------- | ------------ | --------- |
| Bieg na 400 m przez płotki | Félix Sánchez | Dominikana        | 48,78     | Val-de-Reuil | 18 lutego |
| Siedmiobój                 | Ashton Eaton  | Stany Zjednoczone | 6645 pkt. | Stambuł      | 11 marca  |

##### Kobiety
| Konkurencja                   | Zawodnik          | Reprezentacja | Rezultat  | Miejsce   | Data      |
| ----------------------------- | ----------------- | ------------- | --------- | --------- | --------- |
| Bieg na 2000 m z przeszkodami | Jelena Orłowa     | Rosja         | 6:06,11   | Moskwa    | 12 lutego |
| Skok o tyczce                 | Jelena Isinbajewa | Rosja         | 5,01      | Sztokholm | 23 lutego |
| Pięciobój                     | Natala Dobrynśka  | Ukraina       | 5013 pkt. | Stambuł   | 11 marca  |

#### Stadion

##### Mężczyźni
| Konkurencja                | Zawodnik                                           | Reprezentacja     | Rezultat  | Miejsce  | Data          |
| -------------------------- | -------------------------------------------------- | ----------------- | --------- | -------- | ------------- |
| Bieg na 25 km              | Dennis Kimetto                                     | Kenia             | 1:11:18   | Berlin   | 6 maja        |
| Dziesięciobój              | Ashton Eaton                                       | Stany Zjednoczone | 9039 pkt. | Eugene   | 22–23 czerwca |
| Bieg na 800 m              | David Rudisha                                      | Kenia             | 1:40,91   | Londyn   | 9 sierpnia    |
| Sztafeta 4 × 100 metrów    | Nesta Carter Michael Frater Yohan Blake Usain Bolt | Jamajka           | 36,84     | Londyn   | 11 sierpnia   |
| Bieg na 110 m przez płotki | Aries Merritt                                      | Stany Zjednoczone | 12,80     | Bruksela | 7 września    |

##### Kobiety
| Konkurencja             | Zawodnik                                                   | Reprezentacja     | Rezultat | Miejsce | Data        |
| ----------------------- | ---------------------------------------------------------- | ----------------- | -------- | ------- | ----------- |
| Sztafeta 4 × 100 metrów | Tianna Madison Allyson Felix Bianca Knight Carmelita Jeter | Stany Zjednoczone | 40,82    | Londyn  | 10 sierpnia |
| Chód na 20 km           | Jelena Łaszmanowa                                          | Rosja             | 1:25:02  | Londyn  | 11 sierpnia |

### Rekordy kontynentów

#### Afryka

##### Hala

###### Mężczyźni
| Konkurencja | Zawodnik | Reprezentacja | Rezultat | Miejsce | Data |
| ----------- | -------- | ------------- | -------- | ------- | ---- |

###### Kobiety
| Konkurencja                | Zawodnik         | Reprezentacja | Rezultat | Miejsce  | Data        |
| -------------------------- | ---------------- | ------------- | -------- | -------- | ----------- |
| Bieg na 400 m przez płotki | Haissat Lambarki | Maroko        | 58,66    | Bordeaux | 29 stycznia |

##### Stadion

###### Mężczyźni
| Konkurencja                | Zawodnik       | Reprezentacja     | Rezultat  | Miejsce  | Data          |
| -------------------------- | -------------- | ----------------- | --------- | -------- | ------------- |
| Dziesięciobój              | Larbi Bouraada | Algieria          | 8332 pkt. | Ratingen | 14–15 czerwca |
| Bieg na 800 m              | David Rudisha  | Kenia             | 1:40,91   | Londyn   | 9 sierpnia    |
| Chód na 50 kilometrów      | Marc Mundell   | Południowa Afryka | 3:57:57   | Sarańsk  | 11 sierpnia   |
| Chód na 50 kilometrów      | Marc Mundell   | Południowa Afryka | 3:55:32   | Londyn   | 11 sierpnia   |
| Bieg na 110 m przez płotki | Lehann Fourie  | Południowa Afryka | 13,24     | Bruksela | 7 września    |

###### Kobiety
| Konkurencja                   | Zawodnik             | Reprezentacja     | Rezultat | Miejsce    | Data        |
| ----------------------------- | -------------------- | ----------------- | -------- | ---------- | ----------- |
| Bieg maratoński               | Mary Keitany         | Kenia             | 2:18:37  | Londyn     | 22 kwietnia |
| Bieg na 3000 m z przeszkodami | Milcah Chemos Cheywa | Kenia             | 9:07,14  | Oslo       | 7 czerwca   |
| Rzut oszczepem                | Sunette Viljoen      | Południowa Afryka | 69,35    | Nowy Jork  | 9 czerwca   |
| Rzut młotem                   | Amy Sene             | Senegal           | 69,10    | Angers     | 17 czerwca  |
| Pchnięcie kulą                | Vivian Chukwuemeka   | Nigeria           | 18,86    | Porto-Novo | 1 lipca     |

#### Ameryka Południowa

##### Hala

###### Mężczyźni
| Konkurencja    | Zawodnik     | Reprezentacja | Rezultat | Miejsce | Data    |
| -------------- | ------------ | ------------- | -------- | ------- | ------- |
| Pchnięcie kulą | Germán Lauro | Argentyna     | 20,40    | Stambuł | 9 marca |

###### Kobiety
| Konkurencja | Zawodnik | Reprezentacja | Rezultat | Miejsce | Data |
| ----------- | -------- | ------------- | -------- | ------- | ---- |

##### Stadion

###### Mężczyźni
| Konkurencja   | Zawodnik               | Reprezentacja | Rezultat  | Miejsce   | Data          |
| ------------- | ---------------------- | ------------- | --------- | --------- | ------------- |
| Dziesięciobój | Luiz Alberto de Araújo | Brazylia      | 8276 pkt. | São Paulo | 29–30 czerwca |

###### Kobiety
| Konkurencja        | Zawodnik                                                                | Reprezentacja | Rezultat  | Miejsce      | Data        |
| ------------------ | ----------------------------------------------------------------------- | ------------- | --------- | ------------ | ----------- |
| Chód na 10 000 m   | Sandra Arenas                                                           | Kolumbia      | 45:11,2   | Medellín     | 14 kwietnia |
| Rzut dyskiem       | Andressa de Morais                                                      | Brazylia      | 62,36     | São Paulo    | 20 maja     |
| Siedmiobój         | Lucimara Silva                                                          | Brazylia      | 6160 pkt. | Barquisimeto | 10 czerwca  |
| Sztafeta 4 × 100 m | Ana Claudia Silva Franciela Krasucki Evelyn dos Santos Rosângela Santos | Brazylia      | 42,55     | Londyn       | 9 sierpnia  |

#### Ameryka Północna

##### Hala

###### Mężczyźni
| Konkurencja                | Zawodnik      | Reprezentacja     | Rezultat  | Miejsce      | Data      |
| -------------------------- | ------------- | ----------------- | --------- | ------------ | --------- |
| Bieg na 5000 m             | Bernard Lagat | Stany Zjednoczone | 13:07,15  | Nowy Jork    | 11 lutego |
| Bieg na 400 m przez płotki | Félix Sánchez | Dominikana        | 48,78     | Val-de-Reuil | 18 lutego |
| Siedmiobój                 | Ashton Eaton  | Stany Zjednoczone | 6645 pkt. | Stambuł      | 11 marca  |

###### Kobiety
| Konkurencja    | Zawodnik                  | Reprezentacja     | Rezultat | Miejsce      | Data      |
| -------------- | ------------------------- | ----------------- | -------- | ------------ | --------- |
| Bieg na 300 m  | Patricia Hall             | Jamajka           | 35,69    | Liévin       | 14 lutego |
| Skok wzwyż     | Chaunte Lowe              | Stany Zjednoczone | 2,02     | Albuquerque  | 26 lutego |
| Skok o tyczce  | Jennifer Suhr             | Stany Zjednoczone | 4,88     | Boston       | 4 lutego  |
| Pchnięcie kulą | Jillian Camarena-Williams | Stany Zjednoczone | 19,89    | Fayetteville | 11 lutego |
| Skok w dal     | Brittney Reese            | Stany Zjednoczone | 7,23     | Stambuł      | 11 marca  |

##### Stadion

###### Mężczyźni
| Konkurencja                   | Zawodnik                                           | Reprezentacja     | Rezultat  | Miejsce  | Data          |
| ----------------------------- | -------------------------------------------------- | ----------------- | --------- | -------- | ------------- |
| Dziesięciobój                 | Ashton Eaton                                       | Stany Zjednoczone | 9039 pkt. | Eugene   | 22–23 czerwca |
| Bieg na 3000 m z przeszkodami | Evan Jager                                         | Stany Zjednoczone | 8:06,81   | Monako   | 20 lipca      |
| Sztafeta 4 × 100 metrów       | Nesta Carter Michael Frater Yohan Blake Usain Bolt | Jamajka           | 36,84     | Londyn   | 11 sierpnia   |
| Bieg na 110 m przez płotki    | Aries Merritt                                      | Stany Zjednoczone | 12,80     | Bruksela | 7 września    |

###### Kobiety
| Konkurencja             | Zawodnik                                                   | Reprezentacja     | Rezultat | Miejsce | Data        |
| ----------------------- | ---------------------------------------------------------- | ----------------- | -------- | ------- | ----------- |
| Chód na 20 km           | Mirna Ortiz                                                | Gwatemala         | 1:28:54  | Lugano  | 18 marca    |
| Sztafeta 4 × 100 metrów | Tianna Madison Allyson Felix Bianca Knight Carmelita Jeter | Stany Zjednoczone | 40,82    | Londyn  | 10 sierpnia |

#### Australia i Oceania

##### Hala

###### Mężczyźni
| Konkurencja | Zawodnik      | Reprezentacja | Rezultat  | Miejsce | Data       |
| ----------- | ------------- | ------------- | --------- | ------- | ---------- |
| Siedmiobój  | Brent Newdick | Australia     | 5758 pkt. | Tallinn | 3–4 lutego |
| Skok w dal  | Henry Frayne  | Australia     | 8,23      | Stambuł | 10 marca   |

###### Kobiety
| Konkurencja    | Zawodnik     | Reprezentacja | Rezultat | Miejsce | Data     |
| -------------- | ------------ | ------------- | -------- | ------- | -------- |
| Pchnięcie kulą | Valerie Vili | Nowa Zelandia | 20,54    | Stambuł | 10 marca |

##### Stadion

###### Mężczyźni
| Konkurencja             | Zawodnik                                                | Reprezentacja | Rezultat | Miejsce    | Data        |
| ----------------------- | ------------------------------------------------------- | ------------- | -------- | ---------- | ----------- |
| Bieg na 1500 m          | Nick Willis                                             | Nowa Zelandia | 3:30,35  | Monako     | 20 lipca    |
| Rzut dyskiem            | Benn Harradine                                          | Australia     | 67,53    | Townsville | 5 maja      |
| Sztafeta 4 × 100 metrów | Anthony Alozie Isaac Ntiamoah Andrew McCabe Joshua Ross | Australia     | 38,17    | Londyn     | 10 sierpnia |

###### Kobiety
| Konkurencja   | Zawodnik     | Reprezentacja | Rezultat | Miejsce            | Data      |
| ------------- | ------------ | ------------- | -------- | ------------------ | --------- |
| Bieg na 600 m | Tamsyn Manou | Australia     | 1:25,79  | Naimette-Xhovémont | 5 lipca   |
| Skok o tyczce | Alana Boyd   | Australia     | 4,76     | Perth              | 24 lutego |

#### Azja

##### Hala

###### Mężczyźni
| Konkurencja               | Zawodnik           | Reprezentacja | Rezultat | Miejsce    | Data      |
| ------------------------- | ------------------ | ------------- | -------- | ---------- | --------- |
| Bieg na 60 m przez płotki | Liu Xiang          | Chiny         | 7,41     | Birmingham | 18 lutego |
| Skok wzwyż                | Mutazz Isa Barszim | Katar         | 2,33     | Spała      | 11 lutego |
| Skok wzwyż                | Mutazz Isa Barszim | Katar         | 2,37     | Hangzhou   | 18 lutego |
| Pchnięcie kulą            | Zhang Jun          | Chiny         | 20,15    | Nankin     | 13 lutego |

###### Kobiety
| Konkurencja   | Zawodnik | Reprezentacja | Rezultat | Miejsce  | Data      |
| ------------- | -------- | ------------- | -------- | -------- | --------- |
| Skok o tyczce | Li Ling  | Chiny         | 4,50     | Hangzhou | 18 lutego |

##### Stadion

###### Mężczyźni
| Konkurencja      | Zawodnik           | Reprezentacja | Rezultat | Miejsce | Data        |
| ---------------- | ------------------ | ------------- | -------- | ------- | ----------- |
| Chód na 20 km    | Wang Zhen          | Chiny         | 1:17:36  | Taicang | 30 marca    |
| Skok wzwyż       | Mutazz Isa Barszim | Katar         | 2,39     | Lozanna | 23 sierpnia |
| Chód na 10 000 m | Wang Zhen          | Chiny         | 38:30,38 | Tiencin | 16 września |

###### Kobiety
| Konkurencja    | Zawodnik        | Reprezentacja | Rezultat | Miejsce  | Data        |
| -------------- | --------------- | ------------- | -------- | -------- | ----------- |
| Rzut młotem    | Zhang Wenxiu    | Chiny         | 75,72    | Chengdu  | 12 marca    |
| Rzut oszczepem | Lü Huihui       | Chiny         | 64,95    | Zhaoqing | 14 kwietnia |
| Chód na 20 km  | Liu Hong        | Chiny         | 1:25:46  | Taicang  | 30 marca    |
| Rzut młotem    | Zhang Wenxiu    | Chiny         | 76,99    | Ostrawa  | 24 maja     |
| Chód na 20 km  | Qieyang Shenjie | Chiny         | 1:25:16  | Londyn   | 11 sierpnia |
| Chód na 5000 m | Liu Hong        | Chiny         | 20:34,76 | Tiencin  | 16 września |

#### Europa

##### Hala

###### Mężczyźni
| Konkurencja    | Zawodnik      | Reprezentacja   | Rezultat | Miejsce    | Data      |
| -------------- | ------------- | --------------- | -------- | ---------- | --------- |
| Bieg na 2 mile | Mohamed Farah | Wielka Brytania | 8:08,07  | Birmingham | 18 lutego |

###### Kobiety
| Konkurencja   | Zawodnik          | Reprezentacja | Rezultat  | Miejsce   | Data      |
| ------------- | ----------------- | ------------- | --------- | --------- | --------- |
| Skok o tyczce | Jelena Isinbajewa | Rosja         | 5,01      | Sztokholm | 23 lutego |
| Pięciobój     | Natala Dobrynśka  | Ukraina       | 5013 pkt. | Stambuł   | 11 marca  |

##### Stadion

###### Mężczyźni
| Konkurencja | Zawodnik | Reprezentacja | Rezultat | Miejsce | Data |
| ----------- | -------- | ------------- | -------- | ------- | ---- |

###### Kobiety
| Konkurencja   | Zawodnik          | Reprezentacja | Rezultat | Miejsce | Data        |
| ------------- | ----------------- | ------------- | -------- | ------- | ----------- |
| Chód na 20 km | Jelena Łaszmanowa | Rosja         | 1:25:02  | Londyn  | 11 sierpnia |

## Tabele światowe

### Sezon halowy
Poniższe tabele prezentują najlepsze rezultaty uzyskane w poszczególnych konkurencjach w sezonie halowym 2012.

#### Mężczyźni
| Konkurencja               | Rezultat  | Zawodnik                                                                     |
| ------------------------- | --------- | ---------------------------------------------------------------------------- |
| Bieg na 50 m              | 5,63      | Lerone Clarke                                                                |
| Bieg na 60 m              | 6,45      | Trell Kimmons                                                                |
| Bieg na 200 m             | 20,39     | Ameer Webb                                                                   |
| Bieg na 400 m             | 45,11     | Nery Brenes                                                                  |
| Bieg na 800 m             | 1:44,57   | Adam Kszczot                                                                 |
| Bieg na 1000 m            | 2:19,53   | Robby Creese                                                                 |
| Bieg na 1500 m            | 3:34,10   | Abdalaati Iguider                                                            |
| Bieg na milę              | 3:52,63   | Silas Kiplagat                                                               |
| Bieg na 3000 m            | 7:29,94   | Augustine Choge                                                              |
| Bieg na 5000 m            | 12:58,67  | Thomas Pkemei Longosiwa                                                      |
| Bieg na 60 m przez płotki | 7,40      | Dexter Faulk                                                                 |
| Sztafeta 4 × 400 m        | 3:03,76   | University of Arkansas Marek Niit Akheem Gauntlett Ben Skidmore Neill Braddy |
| Chód na 5000 m            | 18:16,54  | Walerij Borczin                                                              |
| Skok wzwyż                | 2,37      | Mutazz Isa Barszim                                                           |
| Skok o tyczce             | 5,95      | Renaud Lavillenie                                                            |
| Skok w dal                | 8,28      | Mauro da Silva                                                               |
| Trójskok                  | 17,70     | Will Claye                                                                   |
| Pchnięcie kulą            | 22,00     | Ryan Whiting                                                                 |
| Rzut ciężarkiem           | 25,18     | A.G. Kruger                                                                  |
| Siedmiobój                | 6645 pkt. | Ashton Eaton                                                                 |

#### Kobiety
| Konkurencja               | Rezultat  | Zawodnik                                                                                 |
| ------------------------- | --------- | ---------------------------------------------------------------------------------------- |
| Bieg na 50 m              | 6,08      | Veronica Campbell-Brown                                                                  |
| Bieg na 60 m              | 7,01      | Veronica Campbell-Brown                                                                  |
| Bieg na 200 m             | 22,74     | Kimberlyn Duncan                                                                         |
| Bieg na 400 m             | 50,71     | Sanya Richards-Ross                                                                      |
| Bieg na 800 m             | 1:58,83   | Pamela Jelimo                                                                            |
| Bieg na 1000 m            | 2:36,69   | Jelena Arżakowa                                                                          |
| Bieg na 1500 m            | 4:00,13   | Genzebe Dibaba                                                                           |
| Bieg na milę              | 4:29,73   | Kristina Chaleewa                                                                        |
| Bieg na 3000 m            | 8:31,56   | Meseret Defar                                                                            |
| Bieg na 5000 m            | 15:38,83  | Betsy Saina                                                                              |
| Bieg na 50 m przez płotki | 6,78      | LoLo Jones                                                                               |
| Bieg na 60 m przez płotki | 7,73      | Sally Pearson                                                                            |
| Sztafeta 4 × 400 m        | 3:29,34   | Wielka Brytania · Shana Cox · Nicola Sanders · Christine Ohuruogu · Perri Shakes-Drayton |
| Chód na 3000 m            | 11:44,10  | Anisia Kirdiapkina                                                                       |
| Skok wzwyż                | 2,06      | Anna Cziczerowa                                                                          |
| Skok o tyczce             | 5,01      | Jelena Isinbajewa                                                                        |
| Skok w dal                | 7,23      | Brittney Reese                                                                           |
| Trójskok                  | 14,84     | Olga Rypakowa                                                                            |
| Pchnięcie kulą            | 20,70     | Nadzieja Astapczuk                                                                       |
| Rzut ciężarkiem           | 25,12     | Brittany Riley                                                                           |
| Pięciobój                 | 5013 pkt. | Natala Dobrynśka                                                                         |

### Sezon letni
Poniższe tabele prezentują najlepsze wyniki uzyskane w sezonie letnim 2012.

#### Mężczyźni
| Konkurencja                   | Rezultat  | Zawodnik                                                                  |
| ----------------------------- | --------- | ------------------------------------------------------------------------- |
| Bieg na 100 m                 | 9,63      | Usain Bolt                                                                |
| Bieg na 200 m                 | 19,32     | Usain Bolt                                                                |
| Bieg na 400 m                 | 43,94     | Kirani James                                                              |
| Bieg na 800 m                 | 1:40,91   | David Rudisha                                                             |
| Bieg na 1000 m                | 2:16,39   | Benson Seurei                                                             |
| Bieg na 1500 m                | 3:28,88   | Asbel Kiprop                                                              |
| Bieg na milę                  | 3:49,22   | Asbel Kiprop                                                              |
| Bieg na 2000 m                | 5:00,30   | Collins Cheboi                                                            |
| Bieg na 3000 m                | 7:30,42   | Augustine Choge                                                           |
| Bieg na 5000 m                | 12:46,81  | Dejen Gebremeskel                                                         |
| Bieg na 10 000 m              | 26:51,16  | Emmanuel Bett                                                             |
| Bieg na 10 km                 | 27:29     | Geoffrey Mutai                                                            |
| Bieg na 15 km                 | 41:46     | Atsedu Tsegay                                                             |
| Bieg na 20 km                 | 55:52     | Atsedu Tsegay                                                             |
| Półmaraton                    | 58:47     | Atsedu Tsegay                                                             |
| Bieg na 25 km                 | 1:11:18   | Dennis Kimetto                                                            |
| Bieg na 30 km                 | 1:27:41   | Yemane Tsegay                                                             |
| Maraton                       | 2:04:15   | Geoffrey Mutai                                                            |
| Bieg na 3000 m z przeszkodami | 7:54,31   | Paul Kipsiele Koech                                                       |
| Bieg na 110 m przez płotki    | 12,80     | Aries Merritt                                                             |
| Bieg na 400 m przez płotki    | 47,63     | Félix Sánchez                                                             |
| Sztafeta 4 × 100 m            | 36,84     | Jamajka · Nesta Carter · Michael Frater · Yohan Blake · Usain Bolt>       |
| Sztafeta 4 × 400 m            | 2:56,72   | Bahamy · Chris Brown · Demetrius Pinder · Michael Mathieu · Ramon Miller> |
| Chód na 20 km                 | 1:17:30   | Alex Schwazer                                                             |
| Chód na 50 km                 | 3:35:59   | Siergiej Kirdiapkin                                                       |
| Skok wzwyż                    | 2,39      | Iwan Uchow Mutazz Isa Barszim                                             |
| Skok o tyczce                 | 6,01      | Björn Otto                                                                |
| Skok w dal                    | 8,35      | Greg Rutherford Siergiej Morgunow                                         |
| Trójskok                      | 17,81     | Christian Taylor                                                          |
| Pchnięcie kulą                | 22,31     | Christian Cantwell                                                        |
| Rzut dyskiem                  | 70,66     | Robert Harting                                                            |
| Rzut młotem                   | 82,81     | Iwan Cichan                                                               |
| Rzut oszczepem                | 88,34     | Vítězslav Veselý                                                          |
| Dziesięciobój                 | 9039 pkt. | Ashton Eaton                                                              |

#### Kobiety
| Konkurencja                   | Rezultat  | Zawodnik                                                                                     |
| ----------------------------- | --------- | -------------------------------------------------------------------------------------------- |
| Bieg na 100 m                 | 10,70     | Shelly-Ann Fraser-Pryce                                                                      |
| Bieg na 200 m                 | 21,69     | Allyson Felix                                                                                |
| Bieg na 400 m                 | 49,16     | Antonina Kriwoszapka                                                                         |
| Bieg na 800 m                 | 1:56,19   | Marija Sawinowa                                                                              |
| Bieg na 1000 m                | 2:37,84   | Zoe Buckman                                                                                  |
| Bieg na 1500 m                | 3:56,15   | Mariem Alaoui Selsouli                                                                       |
| Bieg na milę                  | 4:26,76   | Brenda Martinez                                                                              |
| Bieg na 3000 m                | 8:34,47   | Mariem Alaoui Selsouli                                                                       |
| Bieg na 5000 m                | 14:35,62  | Vivian Cheruiyot                                                                             |
| Bieg na 10 000 m              | 30:20,75  | Tirunesh Dibaba                                                                              |
| Bieg na 10 km                 | 30:47     | Vivian Cheruiyot                                                                             |
| Bieg na 15 km                 | 47:12     | Mary Keitany                                                                                 |
| Bieg na 20 km                 | 1:03:12   | Mary Keitany                                                                                 |
| Półmaraton                    | 66:38     | Florence Jebet Kiplagat                                                                      |
| Bieg na 25 km                 | 1:22:33   | Tiki Gelana                                                                                  |
| Bieg na 30 km                 | 1:39:07   | Tiki Gelana                                                                                  |
| Maraton                       | 2:18:37   | Mary Keitany                                                                                 |
| Bieg na 3000 m z przeszkodami | 9:05,02   | Julija Zarudniewa                                                                            |
| Bieg na 100 m przez płotki    | 12,35     | Sally Pearson                                                                                |
| Bieg na 400 m przez płotki    | 52,70     | Natalja Antiuch                                                                              |
| Sztafeta 4 × 100 m            | 40,82     | Stany Zjednoczone · Tianna Madison · Allyson Felix · Bianca Knight · Carmelita Jeter         |
| Sztafeta 4 × 400 m            | 3:16,89   | Stany Zjednoczone · DeeDee Trotter · Allyson Felix · Francena McCorory · Sanya Richards-Ross |
| Chód na 10 km                 | 43:18     | Liu Hong                                                                                     |
| Chód na 20 km                 | 1:25:02   | Jelena Łaszmanowa                                                                            |
| Skok wzwyż                    | 2,05      | Anna Cziczerowa                                                                              |
| Skok o tyczce                 | 4,83      | Jennifer Suhr                                                                                |
| Skok w dal                    | 7,15      | Brittney Reese                                                                               |
| Trójskok                      | 14,99     | Olha Saładucha                                                                               |
| Pchnięcie kulą                | 21,58     | Nadzieja Astapczuk                                                                           |
| Rzut dyskiem                  | 70,69     | Darja Piszczalnikowa                                                                         |
| Rzut młotem                   | 78,69     | Aksana Miańkowa                                                                              |
| Rzut oszczepem                | 69,55     | Barbora Špotáková                                                                            |
| Siedmiobój                    | 6955 pkt. | Jessica Ennis                                                                                |

## Nagrody

### Mężczyźni
| Plebiscyt                           | Zwycięzca     |
| ----------------------------------- | ------------- |
| IAAF World Athlete of the Year      | Usain Bolt    |
| Track & Field Athlete of the Year   | David Rudisha |
| European Athlete of the Year Trophy | Mohamed Farah |
| European Athletics Rising Star      | Pavel Maslák  |

### Kobiety
| Plebiscyt                           | Zwycięzca          |
| ----------------------------------- | ------------------ |
| IAAF World Athlete of the Year      | Allyson Felix      |
| Track & Field Athlete of the Year   | Valerie Adams      |
| European Athlete of the Year Trophy | Jessica Ennis      |
| European Athletics Rising Star      | Angelica Bengtsson |

## Zgony
| Imię i nazwisko              | Wiek | Data śmierci            | Źródło          |
| ---------------------------- | ---- | ----------------------- | --------------- |
| Pirkko Länsivuori            | 85   | 15 stycznia(dts) br     | [ 114 ] [ 115 ] |
| Piotr Perżyło                | 51   | 21 stycznia(dts) br     | [ 116 ]         |
| István Rózsavölgyi           | 82   | 27 stycznia(dts) br     | [ 117 ] [ 118 ] |
| Gábor Tamás                  | 50   | 30 stycznia(dts) br     | [ 119 ]         |
| Włodzimierz Cłapiński        | 83   | 31 stycznia(dts) br     | [ 120 ]         |
| Lutz Philipp                 | 71   | 1 lutego(dts) br        | [ 121 ]         |
| Jack Emery                   | 98   | 1 lutego(dts) br        | [ 122 ]         |
| Irina Turowa                 | 76   | 8 lutego(dts) br        | [ 123 ]         |
| Leszek Walczak               | 58   | 10 lutego(dts) br       | [ 124 ]         |
| Gösta Arvidsson              | 86   | 16 lutego(dts) br       | [ 125 ]         |
| Bertie Messitt               | 81   | 18 lutego(dts) br       | [ 126 ] [ 127 ] |
| Honorata Gutkowska-Perzyńska | 81   | 28 lutego(dts) br       | [ 128 ]         |
| Alice Arden                  | 97   | 1 marca(dts) br         | [ 129 ]         |
| Henryk Grabowski             | 82   | 4 marca(dts) br         | [ 130 ]         |
| Bill Green                   | 50   | 4 marca(dts) br         | [ 131 ]         |
| Jörg Balke                   | 75   | 5 marca(dts) br         | [ 132 ]         |
| Hipolit Śmierzchalski        | 87   | 12 marca(dts) br        | [ 133 ]         |
| Bob Day                      | 67   | 15 marca(dts) br        | [ 134 ] [ 135 ] |
| John Yarbrough               | 26   | 17 marca(dts) br        | [ 136 ]         |
| António Leitão               | 51   | 19 marca(dts) br        | [ 137 ] [ 138 ] |
| Zbigniew Pałyszko            | 66   | 20 marca(dts) br        | [ 139 ]         |
| Frits de Ruijter             | 94   | 20 marca(dts) br        | [ 140 ]         |
| Willie May                   | 75   | 28 marca(dts) br        | [ 141 ]         |
| Jim Delaney                  | 91   | 2 kwietnia(dts) br      | [ 142 ]         |
| Xenia Stad-de Jong           | 90   | 3 kwietnia(dts) br      | [ 143 ] [ 144 ] |
| Gustaf Jansson               | 90   | 11 kwietnia(dts) br     | [ 145 ] [ 146 ] |
| Peter Mullins                | 85   | 14 kwietnia(dts) br     | [ 147 ]         |
| Heinrich Arians              | 84   | 16 kwietnia(dts) br     | [ 148 ]         |
| Samia Yusuf Omar             | 21   | kwietnia(dts) br        | [ 149 ]         |
| Ted McGlynn                  | 80   | 24 kwietnia(dts) br     | [ 150 ]         |
| Harry Hicks                  | 86   | 25 kwietnia(dts) br     | [ 151 ]         |
| Andrzej Jakubiec             | 40   | 27 kwietnia(dts) br     | [ 152 ]         |
| Stein Johnson                | 90   | 28 kwietnia(dts) br     | [ 153 ]         |
| Hans Geister                 | 83   | 16 maja(dts) br         | [ 154 ]         |
| Henrik Kalocsai              | 72   | 22 maja(dts) br         | [ 155 ]         |
| Edmund Potrzebowski          | 85   | 22 maja(dts) br         | [ 156 ]         |
| Keith Gardner                | 82   | 25 maja(dts) br         | [ 157 ]         |
| Jan Perek                    | 83   | 26 maja(dts) br         | [ 158 ]         |
| Don Anthony                  | 83   | 28 maja(dts) br         | [ 159 ]         |
| Adam Bezeg                   | 82   | 30 maja(dts) br         | [ 160 ] [ 161 ] |
| Soini Nikkinen               | 88   | 2 czerwca(dts) br       | [ 162 ]         |
| Reggie Pearman               | 89   | 11 czerwca(dts) br      | [ 163 ]         |
| Hannu Posti                  | 86   | 13 czerwca(dts) br      | [ 164 ]         |
| George Kerr                  | 74   | 15 czerwca(dts) br      | [ 165 ]         |
| Daniel Batman                | 31   | 26 czerwca(dts) br      | [ 166 ] [ 167 ] |
| Juan Carlos Dyrzka           | 71   | 26 czerwca(dts) br      | [ 168 ]         |
| Stan Cox                     | 93   | 27 czerwca(dts) br      | [ 169 ]         |
| Michał Wojtanowski           | 35   | 28 czerwca(dts) br      | [ 170 ]         |
| Włodzimierz Sokołowski       | 71   | 29 czerwca(dts) br      | [ 171 ]         |
| Juan Reccius                 | 101  | 29 czerwca(dts) br      | [ 172 ]         |
| Jacqueline Mazéas            | 91   | 9 lipca(dts) br         | [ 173 ]         |
| Henryk Wasilewski            | 58   | 16 lipca(dts) br        | [ 174 ]         |
| Jack Davis                   | 81   | 20 lipca(dts) br        | [ 175 ]         |
| John Treloar                 | 84   | 23 lipca(dts) br        | [ 176 ]         |
| Paul Frieden                 | 87   | 25 lipca(dts) br        | [ 177 ]         |
| Pat Porter                   | 53   | 27 lipca(dts) br        | [ 178 ]         |
| Kazimiera Rykowska           | 79   | 28 lipca(dts) br        | [ 179 ]         |
| Đorđe Stefanović             | 90   | 30 lipca(dts) br        | [ 180 ]         |
| Alfred Hochscheid            | 88   | 14 września(dts) br     | [ 181 ]         |
| Manfred Bues                 | 99   | ?                       | [ 182 ]         |
| Ralf Drecoll                 | 67   | 23 września(dts) br     | [ 183 ]         |
| Stanisław Waśkiewicz         | 65   | 28 września(dts) br     | [ 184 ]         |
| Jörg Wischmeyer              | 77   | 3 października(dts) br  | [ 185 ]         |
| Hans Höglund                 | 60   | 4 października(dts) br  | [ 186 ]         |
| Jorun Askersrud Tangen       | 83   | 12 października(dts) br | [ 187 ]         |
| Frank Sando                  | 81   | 13 października(dts) br | [ 188 ]         |
| George Mattos                | 83   | 18 października(dts) br | [ 189 ]         |
| Edward Schwarzer             | 83   | 23 października(dts) br | [ 190 ]         |
| Witalij Alisiewicz           | 45   | 29 października(dts) br | [ 191 ]         |
| Joseph Kimani                | 40   | 1 listopada(dts) br     | [ 192 ] [ 193 ] |
| Milt Campbell                | 78   | 2 listopada(dts) br     | [ 194 ]         |
| Zbigniew Wojciechowski       | 57   | 3 listopada(dts) br     | [ 195 ]         |
| Gerard Gramse                | 68   | 8 listopada(dts) br     | [ 196 ]         |
| Jimmy Omagbemi               | 81   | 12 listopada(dts) br    | [ 197 ]         |
| John Kelly                   | 93   | 13 listopada(dts) br    | [ 198 ]         |
| Jerzy Żeligowski             | 54   | 15 listopada(dts) br    | [ 199 ]         |
| Raszyd Szarafietdinow        | 69   | 21 listopada(dts) br    | [ 200 ]         |
| Tadeusz Kwapień              | 89   | 23 listopada(dts) br    | [ 201 ]         |
| Nelson Prudêncio             | 68   | 23 listopada(dts) br    | [ 202 ]         |
| Thomas Robinson              | 74   | 25 listopada(dts) br    | [ 203 ]         |
| Yves Niaré                   | 35   | 5 grudnia(dts) br       | [ 204 ]         |
| Gérard Rasquin               | 85   | 11 grudnia(dts) br      | [ 205 ] [ 206 ] |
| Bertil Karlsson              | 93   | 31 grudnia(dts) br      | [ 207 ]         |

## Koniec kariery
| Imię i nazwisko        | Wiek | Źródło                          |
| ---------------------- | ---- | ------------------------------- |
| Charlyne Czychy        | 19   | [ 208 ]                         |
| Christin Elß           | 22   | [ 208 ]                         |
| Khalid Khannouchi      | 40   | [ 209 ] [ 210 ]                 |
| Linus Thörnblad        | 27   | [ 211 ] [ 212 ] [ 213 ] [ 214 ] |
| Jolanda Keizer         | 27   | [ 215 ]                         |
| Christian Olsson       | 32   | [ 216 ]                         |
| Witold Bańka           | 27   | [ 217 ]                         |
| Tasha Danvers          | 34   | [ 218 ] [ 219 ]                 |
| Walter Davis           | 32   | [ 220 ]                         |
| Melanie Schulz         | 32   | [ 221 ]                         |
| Paweł Czapiewski       | 34   | [ 222 ]                         |
| Marion Wagner          | 34   | [ 223 ]                         |
| Alex Schwazer          | 27   | [ 224 ] [ 225 ]                 |
| Wioletta Potępa        | 31   | [ 226 ]                         |
| Brigitte Foster-Hylton | 37   | [ 227 ]                         |
| Carolina Klüft         | 29   | [ 228 ] [ 229 ]                 |
| Danny Ecker            | 34   | [ 230 ]                         |
| Marion Wagner          | 34   | [ 231 ]                         |
| Ruth Beitia            | 33   | [ 232 ]                         |
| Dai Tamesue            | 34   | [ 233 ]                         |
| Anna Jesień            | 33   | [ 234 ]                         |
| Nils Winter            | 35   | [ 235 ]                         |
| Mayte Martínez         | 36   | [ 236 ]                         |
| Daniel Kohle           | 28   | [ 237 ]                         |
| Matt Gabrielson        | 34   | [ 238 ]                         |
| Claudia Grunwald       | 29   | [ 239 ]                         |
| Jiří Vojtík            | 31   | [ 240 ]                         |
| Kate Dennison          | 28   | [ 241 ]                         |
| Danny McFarlane        | 40   | [ 242 ]                         |
| Tyrone Edgar           | 30   | [ 243 ]                         |
| Christine Arron        | 39   | [ 244 ] [ 245 ]                 |
| Masato Naito           | 32   |                                 |
| Bastian Swillims       | 30   | [ 246 ]                         |
| Ineta Radēviča         | 31   | [ 247 ]                         |
| Shawn Crawford         | 34   | [ 248 ]                         |
| Élodie Ouédraogo       | 31   | [ 249 ]                         |